# Xorides sepulchralis
Xorides sepulchralis är en stekelart som först beskrevs av Holmgren 1860.  Xorides sepulchralis ingår i släktet Xorides, och familjen brokparasitsteklar. Enligt den finländska rödlistan är arten nära hotad i Finland. Arten är reproducerande i Sverige. Artens livsmiljö är skogar. Inga underarter finns listade.